# Santa Ana Amatlán
Santa Ana Amatlán är en ort i Mexiko.   Den ligger i kommunen Buenavista och delstaten Michoacán de Ocampo, i den södra delen av landet, 400 km väster om huvudstaden Mexico City. Santa Ana Amatlán ligger 321 meter över havet och antalet invånare är 4 189.
Terrängen runt Santa Ana Amatlán är platt åt sydväst, men åt nordost är den kuperad. Runt Santa Ana Amatlán är det ganska tätbefolkat, med 65 invånare per kvadratkilometer. Närmaste större samhälle är Felipe Carrillo Puerto, 17,6 km väster om Santa Ana Amatlán. I omgivningarna runt Santa Ana Amatlán växer huvudsakligen savannskog.